# Stjepan Mohorovičić
Ne doit pas être confondu avec Andrija Mohorovičić.
Stjepan Mohorovičić (20 août 1890 - 13 février 1980) est un scientifique croate physicien et géophysicien né à Bakar (Royaume de Croatie-Slavonie, Autriche-Hongrie). Il est mort à Zagreb (Croatie, Yougoslavie). Son père est le géophysicien réputé Andrija Mohorovičić ayant contribué à la détection des discontinuités à l'intérieur de la Terre. Stjepan Mohorovičić est souvent surnommé "le père du positronium" car son travail le plus important est la prédiction de l'existence du positronium.

## Formation, carrière
Après ses études à Zagreb et à Göttingen, Stephen enseigne dans les écoles secondaires de Bjelovar, Koprivnica et Osijek. Durant la première  et la Seconde Guerre mondiale il dirige pour les militaires austro-hongrois des stations météorologiques. Il obtient un doctorat à l'Université de Zagreb et devient enseignant à Zagreb. En raison de ses positions personnelles et politiques, de sa légèreté et à long terme, du défi à Einstein concernant la théorie de la relativité, Stjepan Mohorovicic n'est reconnu pour son travail scientifique dans presque aucun pays. Par conséquent, il passe sa carrière comme enseignant, maintenu en place comme professeur d'université.

## Domaines de compétences
Stjepan Mohorovičić obtient des résultats significatifs dans plusieurs domaines scientifiques : la sismologie, la météorologie, l'astrophysique et la physique théorique.
Le travail scientifique de Stjepan Mohorovicic commence par la sismologie, où il développe une nouvelle méthode pour déterminer la profondeur du foyer d'un tremblement de terre  (1913). Il confirme ainsi significativement la théorie de la discontinuité de son père, Andrija Mohorovičić en 1910.
Ensuite, partant de l'idée de l'existence de discontinuités dans la croûte terrestre, Mohorovicic émet une nouvelle théorie sur l'origine de la Lune (1927) et sa constitution. Il affirme que la lune a une croûte selon le principe de la discontinuité de Moho, ce qui est confirmé en 1969 par des  mesures sismiques de l'espace dans les recherches du programme Apollo sur la Lune. Dans le domaine de l'astrophysique Mohorovičić émet une théorie dérivée du décalage vers le rouge (redshift) sur les raies spectrales dues aux effets des champs gravitationnels des étoiles.

## Le positronium
C'est de loin le travail le plus important de Stjepan Mohorovicic, par lequel il s'est fait connaître dans le monde de la science, à partir de 1934. Ces travaux interviennent plusieurs années après les prédictions théoriques de Diracovog concernant les positrons (1928), les antiparticules des électrons, positrons et les résultats expérimentaux d'Anderson (1932). Stjepan Mohorovicic publie en 1934 ses travaux sur le positronium  dans la revue scientifique allemande, de premier plan  Astronomische Nachrichten, où il était appelé "électrum"." Il met en avant l'hypothèse de l'existence de positronium et prédit son existence dans les étoiles. Le positronium est découvert expérimentalement par Deutsch en 1951. La preuve de l'existence du positronium dans les étoiles sera apportée par le télescope spatial McClintock en 1984.
La question posée par S. Mohorovičić sur le positronium était ce qui se passerait en cas de rencontre "à distance" entre un électron et un positron. Une trop grande proximité provoquerait l'anéantissement. Il a conclu que l'attraction électrique entre les deux particules élémentaires peut déplacer le centre de gravité commun et créer ainsi un système qui fonctionne comme électriquement neutre. Ce système est similaire à la situation de l'hydrogène atomique, mais 920,5 fois plus simplement. L'atome de Mohorovičić appelé alors "électrum"  est aujourd'hui connu sous le nom de positronium. Les travaux de Mohorovičić concernant le positronium ainsi que ses travaux dans le domaine de la physique ont contribué à établir la preuve de la physique quantique relativiste.
Le Positronium est l'état lié d'un électron et d'un positron (anti-électron) et par conséquent le plus léger atome. La prédiction de Mohorovičić concernant le positronium a été confirmée par la découverte expérimentale par Martin Deutsch  en  1951 et devint connue sous le nom de positronium.

### Sources
- H. Galic, "Nature 1" (1982.)
- V. Paar, "Stjepan Mohorovicic - père de positronium, « éd. les procédures scientifiques croates, 1993.